# Tendopathie
Eine Tendopathie (abgeleitet von lateinisch tendo = Sehne und altgriechisch πάθος páthos = Leiden; deutsch „Sehnenleiden“) ist der medizinische Fachbegriff für eine primär nichtentzündliche Erkrankung der Sehnen aufgrund von Über-, Fehlbelastung oder Verschleiß (Degeneration). Im Bereich der Sehnenansätze spricht man von einer Insertionstendopathie oder auch Enthesiopathie. Diese kann sich zu einer Entzündung entwickeln, einer Tendinitis.
Therapeutisch steht die Schonung sowie die zukünftige Vermeidung der Über- bzw. Fehlbelastung im Vordergrund. Kühlung sowie medikamentöse Schmerz- und Entzündungshemmung mit nichtsteroidalen Antirheumatika können unterstützend eingesetzt werden.
Tendinopathien können durch Arzneimittel ausgelöst oder verstärkt werden. Fluorchinolone erhöhen das Risiko um etwa das dreifache. Statine verursachen gelegentlich (0,1–1 %) Tendinopathien, auch mit Sehnenrupturen. Eine Glucocortikoidtherapie kann bei Sehnenbeschwerden kurzfristig zur Linderung führen. Jedoch verdoppelt eine systemische Dauertherapie das Risiko für Tendinopathien. Es steigt zudem mit der Dosierung der Kortisone. Fallberichte und klinische Daten zeigen, dass Aromatasehemmer der dritten Generation Tendinopathien hervorrufen können.